# Списак носилаца заставе Словеније на Олимпијским играма
Ово је списак носилаца заставе Словеније на олимпијским играма.
Носиоци заставе носе националну заставу своје земље на церемонији отварања олимпијских игара.
| #  | Година                       | Носилац          | Спорт            |
| -- | ---------------------------- | ---------------- | ---------------- |
| 15 | 2018. Пјонгчанг (зимске)     | Весна Фабјан     | Скијашко трчање  |
| 14 | 2016. Рио де Женеиро (летње) | Василиј Жбогар   | Једрење          |
| 13 | 2014. Сочи (зимске)          | Томаж Разингар   | Хокеј на леду    |
| 12 | 2012. Лондон (летње)         | Петер Каузер     | Кајак            |
| 11 | 2010. Ванкувер (зимске)      | Тина Мазе        | Алпско скијање   |
| 10 | 2008. Пекинг (летње)         | Уршка Жолнир     | Џудо             |
| 9  | 2006. Торино (зимске)        | Тадеја Бранковић | Биатлон          |
| 8  | 2004. Атина (летње)          | Бено Лапајне     | Рукомет          |
| 7  | 2002. Сот Лејк Сити (зимске) | Дејан Кошир      | Сноубординг      |
| 6  | 2000. Сиднеј (летње)         | Изток Чоп        | Веслање          |
| 5  | 1998. Нагано (зимске)        | Примож Петерка   | Скијашки скокови |
| 4  | 1996. Атланта (летње)        | Бригита Буковец  | Атлетика         |
| 3  | 1994. Лилехамер (зимске)     | Јуре Кошир       | Алпско скијање   |
| 2  | 1992. Барселона (летње)      | Рајмонд Дебевец  | Стрељаштво       |
| 1  | 1992. Албервил (зимске)      | Франци Петек     | Скијашки скокови |